# Normalizzazione (metallurgia)

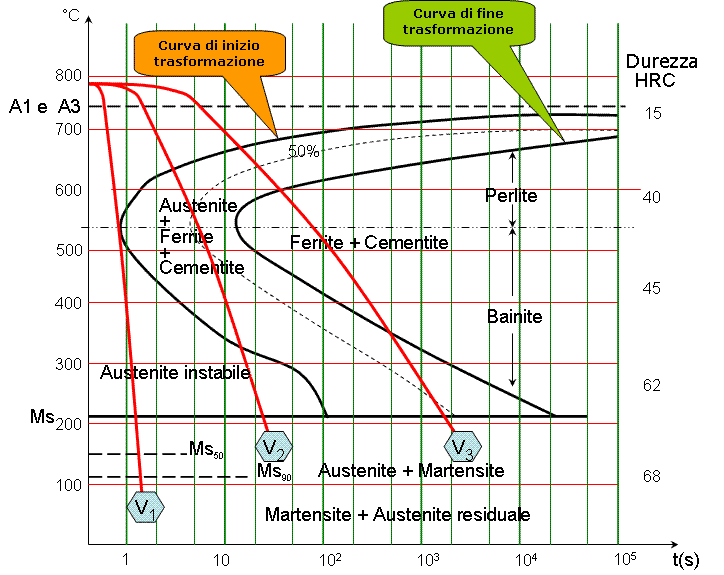
Diagramma delle trasformazioni tempo-temperatura dell'acciaio

In metallurgia si definisce normalizzazione dei metalli, e in particolare degli acciai ipoeutettoidici, un trattamento termico che riesce ad annullare qualsiasi trattamento termico o meccanico subito dal metallo in precedenza (ad esempio la tempra e l'incrudimento).
Viene ormai spesso eseguito in modo standard per alcuni materiali dai fornitori di semilavorati (per esempio dalle acciaierie), secondo le norme (internazionali: ISO e europee: EN, di derivazione tedesca: DIN).
Ha per effetto di omogeneizzare e affinare la grana dell'acciaio.
Di solito è comunque eseguito come ultima operazione.
Per gli acciai, viene eseguito di solito sulla famiglia degli acciai ipoeutettoidici.
Sugli acciai per applicazioni a basse temperature conviene effettuare la doppia normalizzazione: una prima a temperatura più alta, per omogeneizzare il grano, e una seconda a temperatura più bassa per affinare il grano.
È simile alla ricottura, ma il raffreddamento è più rapido. Generalmente si ottengono quindi strutture simili a quelle di un materiale che ha subito ricottura: la perlite che si ottiene con la normalizzazione è però migliore, più fine (a causa del raffreddamento più veloce). 
Questo porta all'aumento della resistenza, e all'allontanamento a temperature più basse della soglia di fragilità.
L'affinamento ne fa poi un'utile preparazione alla successiva tempra e carbocementazione.
Getti in acciaio al carbonio e acciai basso legati e quelli già sottoposti a ricottura d'omogeneizzazione dovrebbero essere sempre normalizzati, per affinare la struttura grossolana.
La normalizzazione degli acciai si ottiene riscaldando il materiale ad una temperatura poco superiore (di circa 50-70 °C in più) a quella di austenitizzazione (Ac3) per circa un quarto d'ora, per permettere di raggiungere l'equilibrio microstrutturale, e nel raffreddamento in aria calma.
La normalizzazione attenua anche l'estensione delle bande stratificate di fasi differenti (struttura che rischia di sottolineare il comportamento della fase più debole).